# Benjamin Hessler

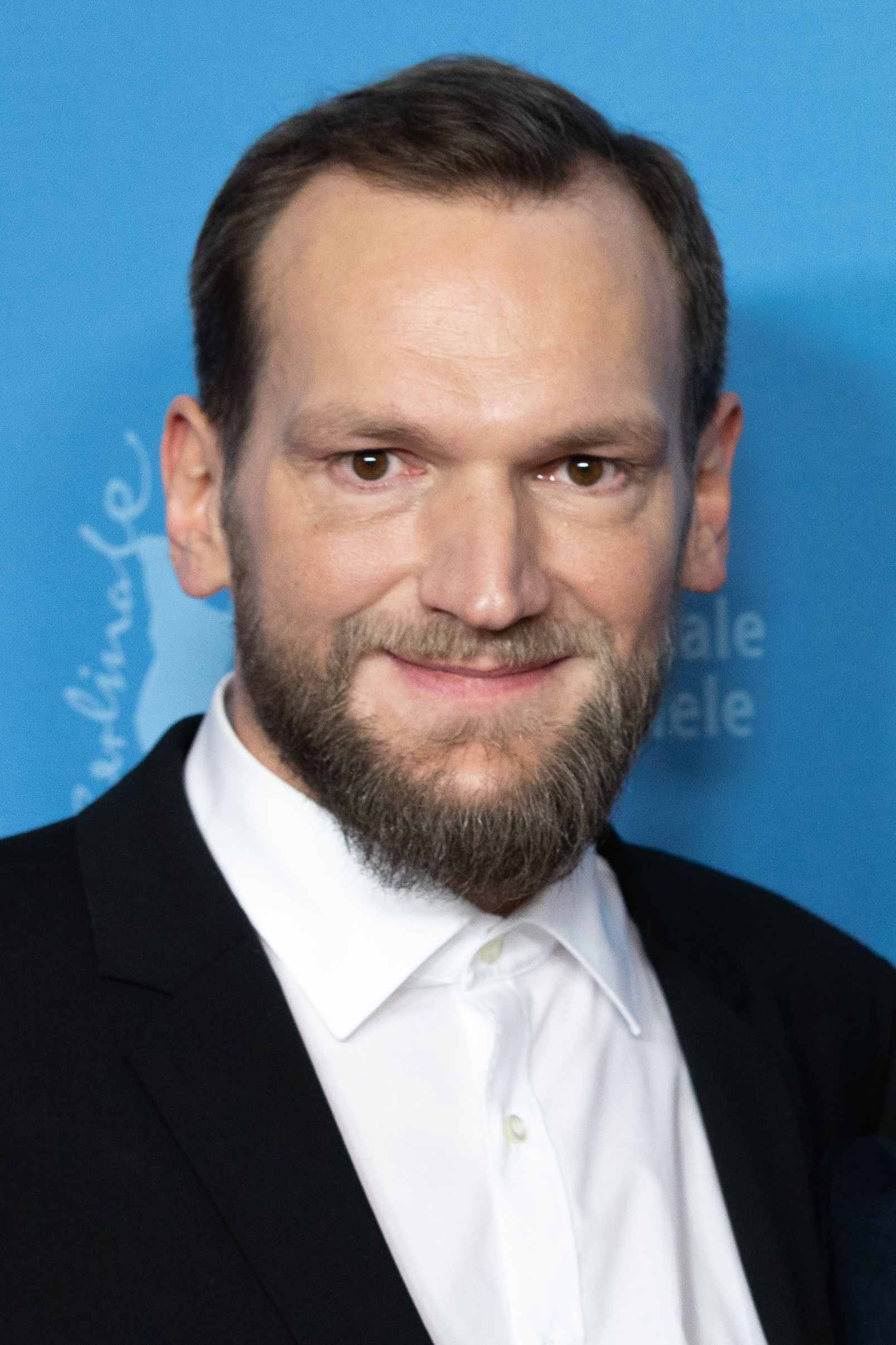
Benjamin Hessler auf der Berlinale 2020

Benjamin Hessler (* 1978 in Bochum) ist ein deutscher Drehbuchautor. Er publiziert unter anderem im Verlag der Autoren.

## Leben
Hessler studierte zunächst Komparatistik, Anglistik und öffentliches Recht an der Universität Münster. Hiernach besuchte er die Hamburg Media School. Er ist als Drehbuchautor vor allem für Fernsehproduktionen tätig.

## Drehbücher (Auswahl)
- 2009: Schautag
- 2010: Rammbock
- 2013–2015: Mord mit Aussicht
- 2014: The ABCs of Death 2 (Episode R is for Roulette)
- 2016: 4 Blocks
- 2018: Tatort: Treibjagd
- 2018: Tatort: Spieglein, Spieglein
- 2020: Tatort: Es lebe der König!
- 2020: Freud
- 2020: Falk
- 2021: Polizeiruf 110: Daniel A.
- 2022: Tatort: Ein Freund, ein guter Freund
- 2022: Harter Brocken: Das Überlebenstraining
- 2024: Crooks (Fernsehserie)

## Auszeichnungen
- 2009: Max-Ophüls-Preis (Schautag)
- 2010: Wiener Filmpreis für den besten Spielfilm (Rammbock)